# Togo (Aichi)
Tōgō (東郷町?, Tōgō-chō) è una cittadina di 42.044 abitanti della prefettura di Aichi, in Giappone. È l'unico comune che forma il distretto di Aichi.